# Avon (Colorado)
Avon è un centro abitato (town) degli Stati Uniti d'America, situato nella contea di Eagle dello Stato del Colorado. Nel censimento del 2000 la popolazione era di 5 561 abitanti.

## Geografia fisica
Secondo i rilevamenti dell'United States Census Bureau, Avon si estende su una superficie di 20,8 km².

## Amministrazione

### Gemellaggi
- Lech am Arlberg